# Caso Hidalgo
Caso Hidalgo es el nombre de una operación contra el blanqueo de capitales llevada a cabo por la policía española a partir de 2005 en Marbella y otros puntos de la Costa del Sol. La operación estuvo centrada en delitos de distinta naturaleza como delitos fiscales, tráfico de drogas, fraude y quiebra fraudulenta y malversación.
La operación desarticuló el despacho de abogados de Cruz Conde, por crear 800 sociedades instrumentales con ocho conexiones internacionales a redes delictivas. Fueron intervenidas más de veinte propiedades y los vehículos a nombre de 16 de los detenidos así como cuentas, saldos, fondos de inversión y otros activos financieros en 29 entidades bancarias y se registraron inmuebles de Marbella, entre ellos el hotel Marbella Club, Estepona, Cádiz y Ámsterdam.

## Conexiones con el caso Astapa
En 2008 unas escuchas realizadas en el marco de la operación destaparon un presunto intercambio de dinero por favores urbanísticos en Estepona, municipio gobernado por Antonio Barrientos. La noticia periodística nunca se reflejó en ninguna de las instrucciones penales, no siendo ninguno de los implicados citados como imputados ni tan siquiera como testigos.

## Imputación del juez instructor
En julio de 2007 el Consejo General del Poder Judicial suspendió al juez instructor, Francisco Javier de Urquía, por su relación con el caso Malaya, imputado por prevaricación y cohecho. Estos delitos consistieron en dictar sentencias injustas a sabiendas y aceptar sobornos. De Urquía llevaba dos años en Marbella y fue el segundo juez suspendido en esta población, ya que en 1999, la jueza decana, Pilar Jiménez, fue apartada tres años de sus funciones.
En 2010 la Fiscalía Superior de Andalucía consideró probado que existió un concierto previo entre el que fuera titular del Juzgado de Instrucción 2 de Marbella y sus amigos Arnaud F.A. e Igor M.L. para extorsionar a los imputados en la causa que él instruía y obtener así elevadas sumas de dinero a cambio de favores judiciales.

## Cierre de la instrucción
En septiembre de 2010 se cerró la instrucción del caso con un auto en el que la jueza ordenó proseguir la causa por el trámite de procedimiento abreviado contra 20 personas por supuestos delitos contables, contra la Hacienda Pública y blanqueo de capitales. El presunto blanqueo, según concluye la resolución judicial, habría alcanzando alrededor de 60 millones de euros.
La jueza María Jesús del Pilar no sólo atribuyó a algunos de los integrantes del despacho su participación en operaciones para el blanqueo de capitales, sino que también consideró que los letrados dejaron de ingresar a la Agencia Tributaria más de 410.000 euros entre los ejercicios 2004 y 2006.
En lo que respecta a Cruz Conde, cuantificó la cuota defraudada en concepto de IRPF en más de 141.000 euros. Según el auto, los archivos informáticos intervenidos en el propio despacho reflejan que el importe facturado por la comunidad de bienes compuesta por los abogados detenidos era objeto de dos contabilidades distintas, la oficial y la oficiosa, siendo esta última superior a la primera. La instructora sostuvo además que el uso fraudulento de estructuras societarias por parte de los imputados ha derivó en actos de delincuencia financiera de evasión y fraude fiscal.
Según el auto, David Shamoon, propietario de un importante número de empresas entre las que se encontraban aquellas que gestionaban los hoteles Marbella Club y Puente Romano, sería el responsable de un presunto blanqueo de capitales de 52,4 millones de euros, en virtud de las cantidades no ingresadas por el empresario a la Hacienda Pública derivadas de operaciones de compraventa y actuaciones bancarias. Además de los complejos hoteleros en Marbella y otras propiedades repartidas por la Costa del Sol, especialmente en Benahavís, el imputado era dueño de edificios, parcelas y galerías comerciales en Reino Unido y poseía varios edificios en Estados Unidos, así como terrenos en Israel y otras propiedades en Suecia.
El auto dispuso que las cuantías defraudadas a Hacienda por Shamoon por el impago del IRPF entre 2001 y 2005 superaban los 21 millones de euros. Según la jueza, en la supuesta comisión de los delitos atribuidos al empresario también participaba Cruz Conde, además de otros imputados, como consecuencia del diseño o de la gestión de la estructura societaria. De este modelo, cuando se distribuían beneficios, dividendos, intereses de préstamos participados o anticipos de liquidación de Puente Romano y del Marbella Club las cantidades no se ingresaban a nombre de David Shamoon, sino que lo hacían en las cuentas de sociedades neerlandesas que participan en sus sociedades españolas y, a su vez, éstas se ingresan en cuentas de las Antillas Neerlandesas, destinándose finalmente el dinero a cuentas en Suiza.